# Francisco de Osuna
Francisco de Osuna O.F.M. (Osuna, 1492 - 1540) fue un sacerdote franciscano español. 

## Biografía
De familia humilde que estaba al servicio de los Téllez Girón, condes de Ureña. A los 18 años participe de la conquista de Trípoli, bajo órdenes del general Pedro Navarro. Al regresar inicia su carrera religiosa. Diversos autores afirman, sin mostrar fuentes, que fue alumno de la Universidad de Salamanca, o que estudió teología en la Universidad de Alcalá siguiendo las tres vías (tomismo, escotismo y nominalismo) que sólo se impartían allí, o en el colegio de Rodrigo de Santaella en Sevilla.En 1513, toma los hábitos franciscanos. Entre 1514 y 1522, hace un año de Humanidades en San Antonio de la Cabrera, tres años de Filosofía en Torrelaguna y cuatro años de Teología en el convento de Alcalá. Entre 1518 y 1522, fue discípulo de Clemente, Carrasco, CIruelo, Sancho de Miranda, Alfonso de Castro y Antonio de Nebrija.
Escritor  ascético como otros místicos precursores, este escritor andaluz desarrolla un ideario donde la efectividad y el empirismo son los protagonistas de su obra. Su libro Abecedario espiritual, de 1525-27, influyó en santa Teresa de Jesús.
Osuna es un expositor principal del método contemplativo llamado recogimiento.

## Obras
Escribió compulsivamente, a veces escribió varios libros a la vez, y el orden de edición no se correspondía con el orden lógico. Sus obras se imprimieron originalmente en castellano y latín y fueron traducidas a diversos idiomas y reimpresas hasta la actualidad.
Se indican las primeras ediciones:
- — (1527). Abecedario espiritual III. Sevilla: Remon de Petras.
- — (1528). Abecedario espiritual I. Sevilla: Juan Cromberger.
- — (1530). Gracioso convite. Sevilla: Juan Cromberger.
- — (1530). Abecedario espiritual II. Sevilla: Juan Varela.
- — (1530). Abecedario espiritual IV. Sevilla: s.i.
- — (1531). Norte de los estados. Sevilla: Bartolomé Pérez.
- — (1533). Pars septentrionalis. Toulouse: Jacques Colomiès.
- — (1533). Pars meridionales. París: Guillaume le Bret.
- — (1535). Pars orientalis. Amberes: Simon Cocus.
- — (1536). Trilogium Evangelicum. Amberes: Simon Cocus.
- — (1542). Abecedario espiritual V. Burgos: Juan de Junta.
- — (1554). Abecedario espiritual VI. Medina del Campo: Mateo y Francisco del Canto.